# Баннио-Анцино
Баннио-Анцино (итал. Bannio Anzino) — коммуна в Италии, располагается в регионе Пьемонт, в провинции Вербано-Кузьо-Оссола.
Население составляет 543 человека (2008 г.), плотность населения составляет 14 чел./км². Занимает площадь 38 км². Почтовый индекс — 28032. Телефонный код — 0324.
Покровительницей коммуны почитается Пресвятая Богородица, празднование 5 августа и 13 июня.

## Демография
Динамика населения:

## Администрация коммуны
- Телефон: 0324 89104
- Официальный сайт: http://www.comune.bannioanzino.vb.it/